# Czarna biała magia
Czarna biała magia è il secondo album in studio collaborativo del rapper polacco Sokół e della cantante polacca Marysia Starosta, pubblicato il 13 dicembre 2013 su etichetta discografica Prosto.

## Tracce
1. Proporcje – 5:25
2. Spalone mosty – 4:04
3. Każdy dzień – 6:14
4. Jak walek – 3:12
5. Wyblakłe myśli – 4:34
6. Boderline – 2:33
7. Czarna biała magia – 2:51
8. W mieście – 3:36
9. Zdeptane kwiaty – 4:57
10. W dół brzuchem – 5:19
11. Chujowo wyszło – 4:27
12. Na wiatr – 3:28
13. Zespute miasto – 4:49
14. Spierdalaj – 4:09
15. Reszta życia – 3:39
16. Kilka kroków jeszcze – 4:02
17. Nie padnę – 3:32

## Classifiche
| Classifica (2013) | Posizione massima |
| ----------------- | ----------------- |
| Polonia           | 1                 |